# Bordertown (televisieserie)
Bordertown is een Amerikaanse animatiesitcom voor volwassenen die werd uitgezonden op Fox van 3 januari tot 22 mei 2016. De serie volgt twee gezinnen die wonen in een stad in de woestijn van het Zuidwesten van de Verenigde Staten, aan de grens met Mexico. Bordertown is een gezamenlijke productie van Bento Box Entertainment, Fuzzy Door Productions, 20th Century Fox Television, Hentemann Films en gesyndiceerd door 20th Century Fox Television. Op 12 mei 2016 werd de serie geannuleerd na één seizoen.

## Plot
Bordertown speelt zich af in het fictieve stadje Mexifornia, dat aan de grens tussen Californië en Mexico ligt. Mexifornia is gebaseerd op de stad Calexico, en deelt een vergelijkbare locatie en dynamiek. De twee hoofdpersonages zijn Bud Buckwald en Ernesto Gonzalez. Bud is een grenswachter die op 25200 Cedar Road woont samen met zijn vrouw Janice Buckwald en hun drie kinderen Sanford, Becky en Gert. Naast hen woont Ernesto Gonzalez, een ambitieuze immigrant en familieman, die minder dan 10 jaar in het land is en blij is om met zijn gezin in de Verenigde Staten te zijn.